# Tyler Graham
Tyler Graham (né le 25 janvier 1984 à Great Falls, Montana, États-Unis) est un voltigeur de baseball qui joue en 2012 pour les Diamondbacks de l'Arizona de la Ligue majeure de baseball. 

## Carrière
Joueur des Beavers d'Oregon State, Tyler Graham est repêché en 14e ronde par les Cubs de Chicago en 2005. Il ne signe pas de contrat avec le club et poursuit sa carrière à l'Université d'État de l'Oregon, pour ensuite être drafté au 19e tour de sélection par les Giants de San Francisco en 2006. Il remporte les College World Series avec Oregon State en 2006. Graham joue en ligues mineures de 2006 à mai 2012 dans l'organisation des Giants. Ces derniers le libèrent alors de son contrat et il rejoint un club-école des Diamondbacks de l'Arizona.
Il fait ses débuts dans le baseball majeur à l'âge de 28 ans le 7 septembre 2012 avec les Diamondbacks. Il joue 10 matchs en 2012 pour Arizona, n'obtenant aucun coup sûr mais marquant un point. Sa carrière professionnelle se poursuit ensuite en ligues mineures jusqu'en 2014.